# Julius Grimm (Fotograf)

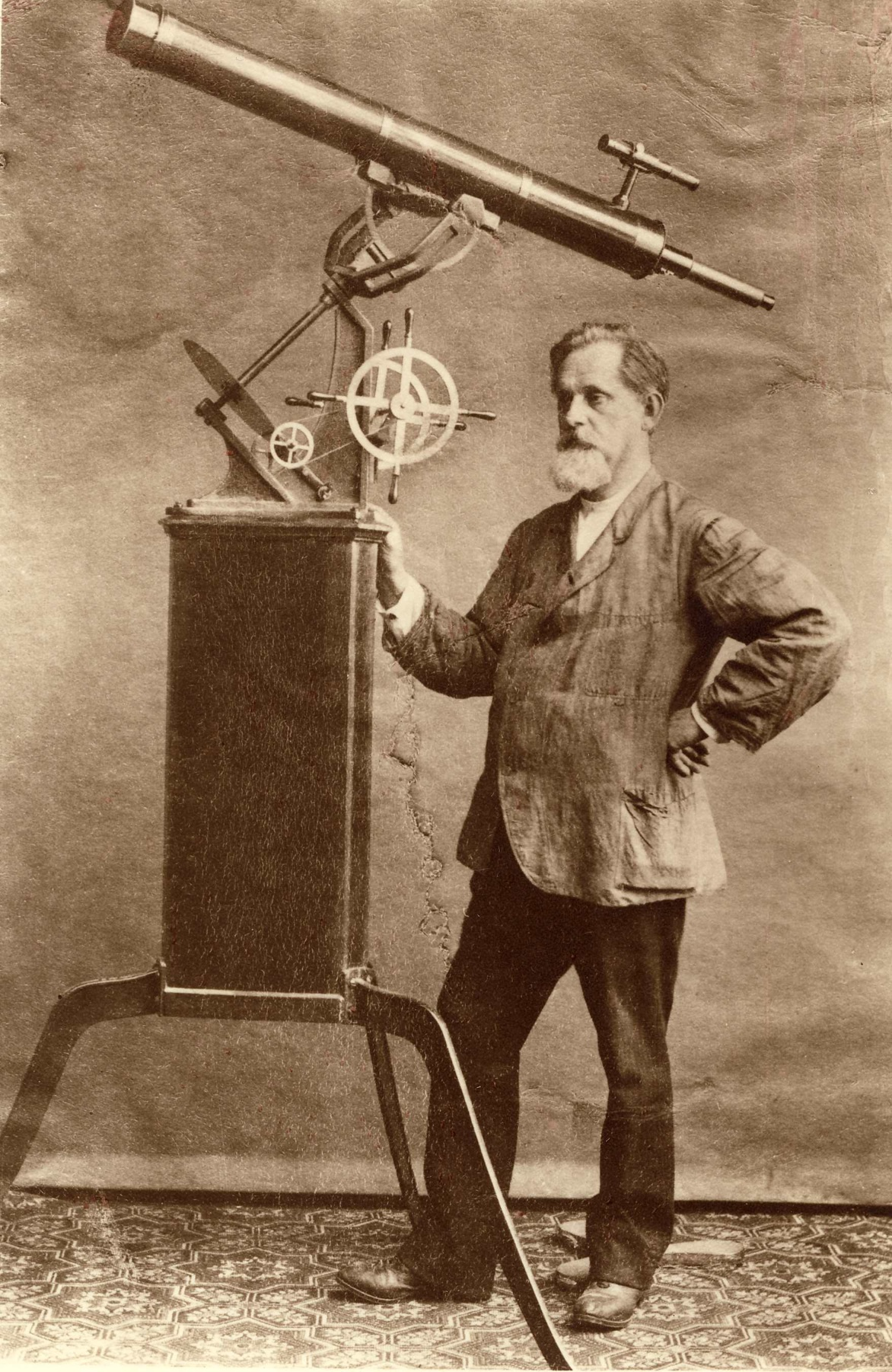
Julius Grimm an seinem Teleskop

Julius Grimm (* 1842 in Innsbruck; † 1906 in Offenburg) war ein österreichischer Fotograf und Astronom, der in Deutschland tätig war.

## Leben und Wirken

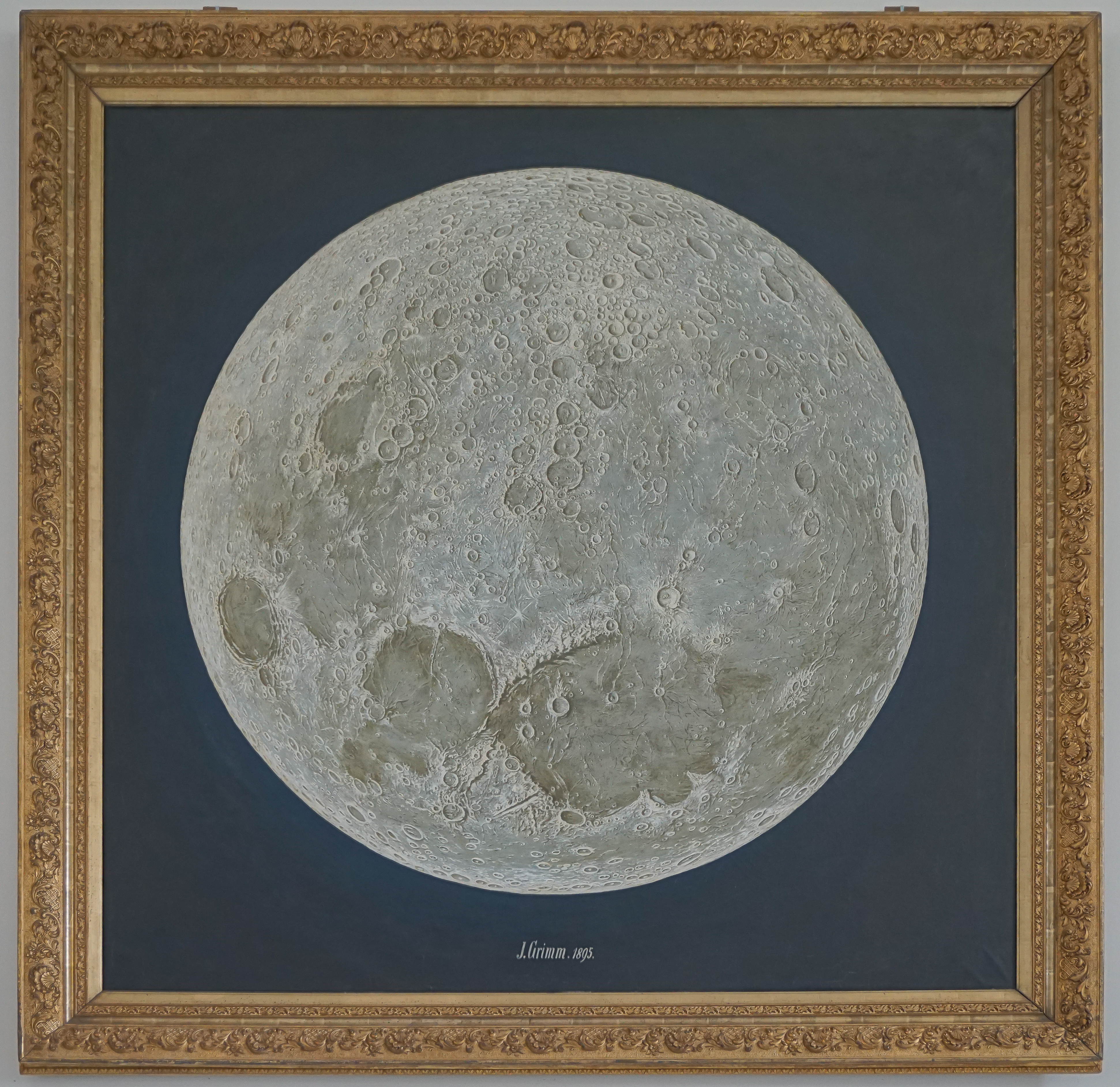
Mondgemälde von Julius Grimm aus dem Jahre 1895, Öl auf Leinwand, 2,2 × 2,2 m, Gemäldesammlung der Universität Tübingen

Julius Grimm gründete 1873 ein fotografisches Unternehmen in Offenburg. Dort erstellte er astronomische Aufnahmen sowie Vergrößerungen von pflanzlichen und tierischen Objekten und erhielt dafür zahlreiche Preise und Auszeichnungen. Er fertigte Mikro- und Makrofotografien für wissenschaftliche Werke und Atlanten an, die zum Teil auch im Lichtdruckverfahren reproduziert wurden. In seinem Atelier und Kunstinstitut betrieb er ein astronomisch-fotografisches Observatorium.

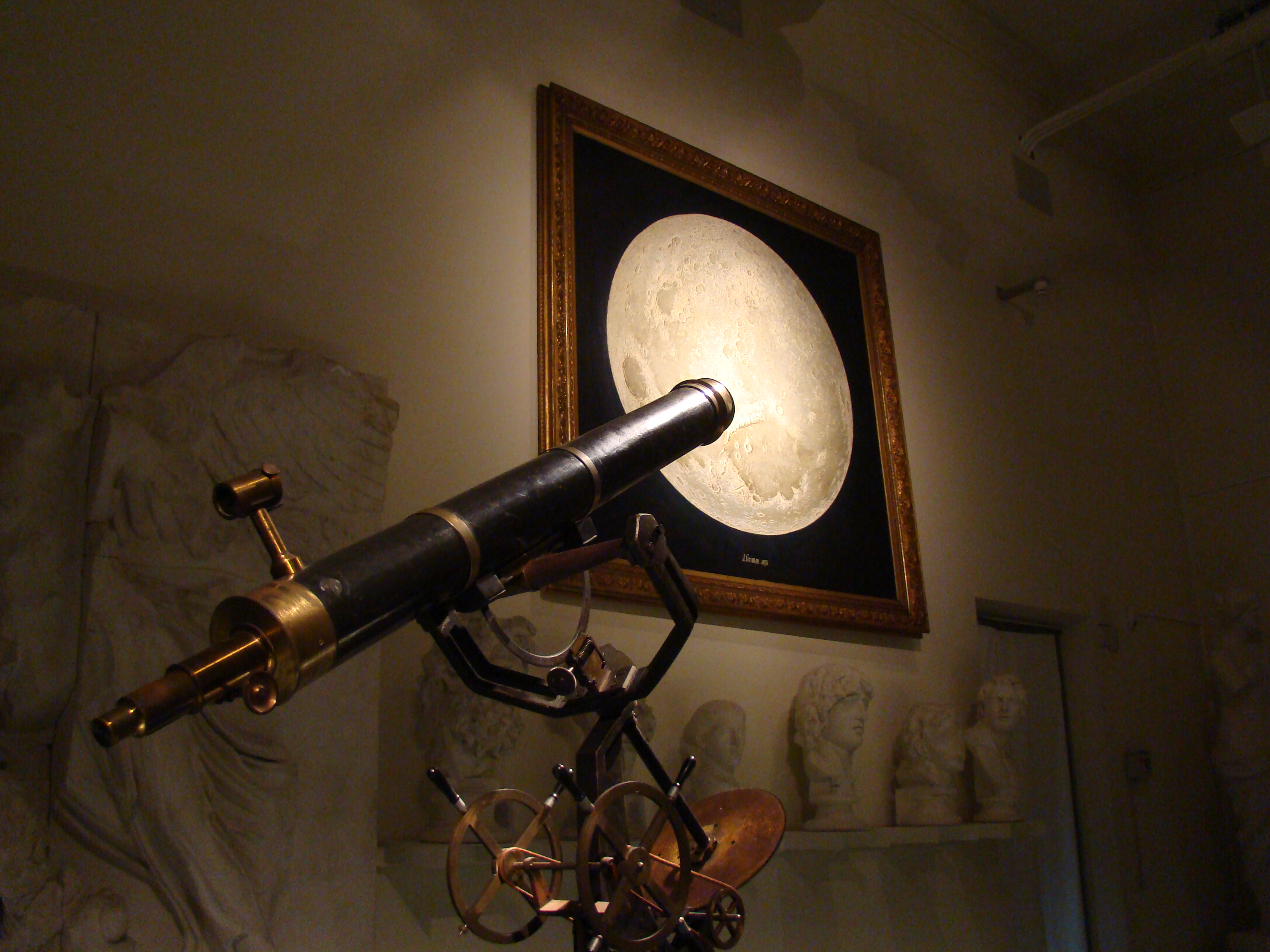
Grimm-Teleskop vor Mond-Gemälde, Sonderausstellung "Himmel – Wunschbild und Weltverständnis", Museum der Universität Tübingen MUT, 2011

1895 erstellte er ein großes Ölgemälde der Mondoberfläche, wie sich diese durch ein Teleskop zeigt, also um 180° gedreht. Es hing in den 1970er Jahren im Dienstzimmer von Professor Wolf von Engelhardt im Mineralogischen Institut der Eberhard Karls Universität Tübingen und gehört heute dem Museum der Universität Tübingen (MUT).

## Nachweise
1. ↑  Frank Dürr: Ein Atelier als astronomisches Laboratorium: Wie ein Ölgemälde wieder zurück zu seinem Geburtshelfer gefunden hat. (PDF) In: Schwäbisches Tagblatt. 21. Januar 2009, archiviert vom Original (nicht mehr online verfügbar) am 6. Februar 2015; abgerufen am 3. Januar 2020.
2. ↑  Oliver Elbs und Udo Neumann: Achtunddreißig Dinge: Schätze aus den Natur- und Kulturwissenschaftlichen Sammlungen der Universität Tübingen. Museum der Universität Tübingen.
3. ↑  Moonshadows.